# Новониколаевка (Волгоградская область)
Новониколаевка (нем. Marienfeld) — село в Котовском районе Волгоградской области, в составе Купцовского сельского поселения. Основано в 1828 году как немецкий хутор Шпац.
Население - 268 (2010)

## Название
Название "Николаевское" получило в память императора Николая I; другое название - "Шпац" - в честь колониста Бруннера (прозвище "Шпац") из Галки, имевшего на этом месте хутор. Основатели - выходцы из Каменского и Норкского колонистского округа. Официальное название Мариенфельд (поле Марии) дано в 1852 году, по желанию переселенцев, в честь Божией Матери.

## История
Около 1828 года колонист Бруннер из Усть-Кулалинки, которого по уличному называли "Шпац", основал на этом месте хутор и стал заниматься хлебопашеством; поэтому это селение называлось Шпац-хутор, а иногда и Новая Авилова, по близости селения Авилова.
В 1852 году на месте хутора была основана дочерняя немецкая колония Мариенфельд (нем. Marienfeld). До 1917 года - католическое село в составе Иловлинского колонистского округа, после 1871 года Иловлинской волости (после объединения с Семеновской волостью, переименована в Умётскую) Камышинского уезда Саратовской губернии. Основатели - выходцы из колоний Каменского и Норкского колонистского округа.  В 1857 году земли 4339 десятин, в 1910 году - 8493 десятин. В 1865 году 46 человек выехало в Кубанскую область, в 1877 и 1886 году часть жителей выехала в Америку.
В 1859 году в селе был образован Мариенфельдский католический приход. Деревянная церковь была построена в 1856 году. Церковно-приходская школа действовала с момента основания села
В 1894 году имелась водяная мельница. Земельный надел - 614 десятин.
В советский период - немецкое село сначала Нижне-Иловлинского района, Голо-Карамышского уезда, Трудовой коммуны (Области) немцев Поволжья, затем с 1922 года - Каменского, а с 1935 года - Эрленбахского кантона Республики немцев Поволжья; административный центр Мариенфельдского сельского совета. 
В голод 1921 года родилось 117 человека, умерло 229. В период коллективизации организован колхоз "Ленинштрал". В 1927 году постановлением ВЦИК "Об изменениях в административном делении Автономной С.С.Р. Немцев Поволжья и о присвоении немецким селениям прежних наименований, существовавших до 1914 года" селу Новая Николаевка Каменского кантона официально присвоено название Мариенфельд.
В декабре 1929 - январе 1930 года имело место стихийное антисоветское восстание.
В сентябре 1941 года немецкое население было депортировано на восток.

## География
Село находится в лесостепи, в пределах Приволжской возвышенности, являющейся частью Восточно-Европейской равнины, на левом берегу Мокрая Ольховка. В окрестностях распространены тёмно-каштановые почвы и чернозёмы южные. Высота центра населённого пункта - 103 метра над уровнем моря.
По автомобильным дорогам расстояние до административного центра сельского поселения села Купцово - 17 км, до районного центра города Котово - 36 км, до областного центра города Волгоград - 260 км. До ближайшей железнодорожной станции Авилово железнодорожной ветки Балашов-Петров Вал Волгоградского региона Приволжской железной дороги 3 км.
Климат
Климат умеренный континентальный (согласно классификации климатов Кёппена - Dfa). Многолетняя норма осадков - 401 мм. Наибольшее количество осадков выпадает в июне - 48 мм, наименьшее в марте - 22 мм. Среднегодовая температура положительная и составляет + 6,8 С, средняя температура самого холодного месяца января -9,6 С, самого жаркого месяца июля +22,8 С.
Часовой пояс
Новониколаевка, как и вся Волгоградская область, находится в часовой зоне МСК (московское время). Смещение применяемого времени относительно UTC составляет +3:00.

## Население
| 1987 | 2002 |
| ---- | ---- |
| ≈380 | 350  |

| 1859  | 1865  | 1886  | 1890  | 1897  | 1905  | 1911  |
| ----- | ----- | ----- | ----- | ----- | ----- | ----- |
| 664   | ↗691  | ↗1052 | ↗1335 | ↗1337 | ↗1487 | ↗1738 |
| 1920  | 1922  | 1926  | 1931  | 2010  |       |       |
| ↗2054 | ↘1754 | ↗2027 | ↗2315 | ↘268  |       |       |